# Liste des cathédrales d'Albanie
Cet article recense les cathédrales d'Albanie.

## Liste

### Église orthodoxe d'Albanie
Cathédrales de l'Église orthodoxe d'Albanie :
| Ville    | Cathédrale                                          | Éparchie | Illustration |
| -------- | --------------------------------------------------- | -------- | ------------ |
| Berat    | Cathédrale de la Dormition                          | Berat    |              |
| Durrës   | Cathédrale Saint-Paul                               |          |              |
| Fier     | Cathédrale Saint-Georges Katedralja e Shën Gjergjit |          |              |
| Korçë    | Cathédrale de la Résurrection                       | Korçë    |              |
| Pogradec | Cathédrale de la Résurrection                       |          |              |
| Shkodër  | Cathédrale de la Nativité-du-Christ                 |          |              |
| Tirana   | Cathédrale de la Résurrection-du-Christ             | Tirana   |              |

### Église catholique romaine
Cathédrales de l'Église catholique romaine :
| Ville       | Cathédrale                                                                       | Diocèse       | Illustration |
| ----------- | -------------------------------------------------------------------------------- | ------------- | ------------ |
| Lezhë       | Cathédrale Saint-Nicolas Katedralja e Shën Nikollës                              | Lezhë (it)    |              |
| Rrëshen     | Cathédrale Jésus-Sauveur-du-Monde Katedralja e Jezusi i Vetmi Shpëtimtar i Botës | Rrëshen (it)  |              |
| Vau i Dejës | Cathédrale Sainte-Thérèse-de-Calcutta Katedralja Shën Teresa e Kalkutës          | Sapë (it)     |              |
| Shkodër     | Cathédrale Saint-Étienne Katedralja e Shën Shtjefnit Protomartir                 | Shkodër-Pult  |              |
| Tirana      | Cathédrale Saint-Paul Katedralja e Shën Palit                                    | Tirana-Durrës |              |
| Durrës      | Cocathédrale Sainte-Lucie Kon-katedralja Shën Luçia                              | Tirana-Durrës |              |

### Église grecque-catholique albanaise
Cathédrale de l'Église grecque-catholique albanaise :
| Ville | Cathédrale                                          | Diocèse        | Illustration |
| ----- | --------------------------------------------------- | -------------- | ------------ |
| Fier  | Cathédrale Saint-Georges Katedralja e Shën Gjergjit | Albanie du Sud |              |